# قانون اساسی آلمان
قانون اساسی جمهوری فدرال آلمان (آلمانی: Grundgesetz für die Bundesrepublik Deutschland) در ۸ مه ۱۹۴۹ تأیید شد و با امضای کشورهای غربی نیروهای متفقین در ۱۲ مه در نهایت در ۲۳ مه اجرایی شد. در قانون ابتدایی کشور آلمان شامل مناطق جمهوری فدرال آلمان غربی بود و برلین غربی بخشی از آن نبود. این قانون در سال ۱۹۹۰، پس از توافقنامه دو به علاوه چهار بین دو بخش آلمان و هر چهار کشور متفقین، با اجرای تعدادی اصلاحیه برای آلمان متحد مقرر شد.
نویسندگان قانون اساسی به دنبال تضمین این بودند که یک دیکتاتور بالقوه دیگر هرگز نتواند در کشور به قدرت برسد. اگرچه برخی از قوانین مبتنی بر قانون اساسی وایمار است، اما ماده اول حمایت از کرامت انسانی ("Menschenwürde") و حقوق بشر است. آنها ارزش‌های اصلی هستند که توسط قانون اساسی محافظت می‌شوند. اصول دموکراسی، جمهوری‌خواهی، مسئولیت اجتماعی، فدرالیسم و حاکمیت قانون از اجزای این اصلی قانون اساسی (ماده ۲۰) هستند.

## حقوق بنیادی
حقوق اساسی (آلمانی: Grundrechte) در آلمان توسط قانون اساسی فدرال و قوانین اساسی ایالتی تضمین شده است. در قانون اساسی اکثر حقوق اساسی در بند اول به همین نام تضمین شده است (مواد ۱ تا ۱۹). آنها حقوق عمومی با رتبه قانون اساسی هستند که همه نهادها و سازمان‌های دولتی را ملزم می‌کنند.

## فرایند پیش نویس

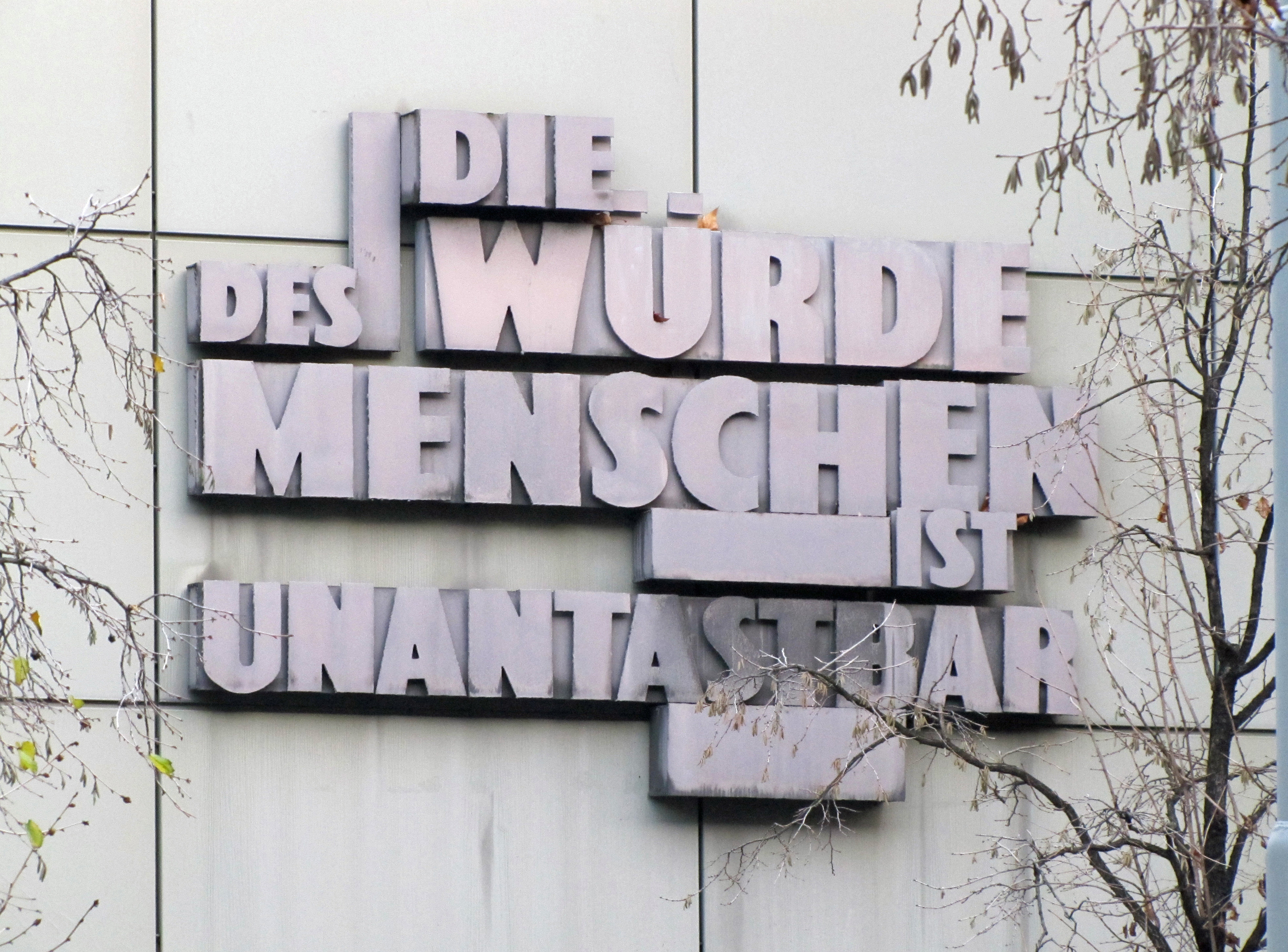
ماده ۱, جمله ۱: "کرامت انسان از تعرض مصون است"

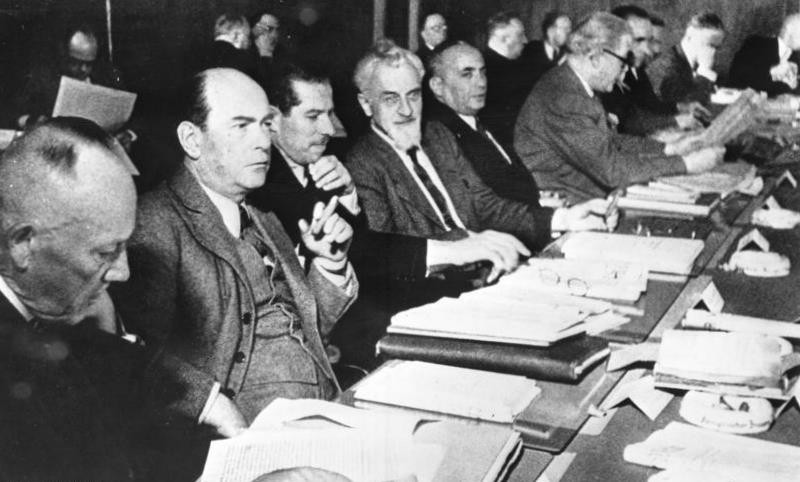
نخست وزیران ایالات آلمان غربی در حال مذاکره دربارهٔ اسناد فرانکفورت در کوبلنتس

بین فوریه و ژوئن ۱۹۴۸، در کنفرانس شش قدرت در لندن، سه قدرت اشغالگر غربی (ایالات متحده، بریتانیا، فرانسه) و سه همسایه غربی آلمان (هلند، بلژیک، لوکزامبورگ) در مورد آینده سیاسی سه منطقه اشغالی آلمان غربی بحث می‌کردند. مذاکرات با این نتیجه پایان یافت که کشور دمکراتیک و فدرال آلمان غربی ایجاد شود. پس از کنفرانس شش قدرت در لندن، نمایندگان سه قدرت اشغالگر غربی در ۱ ژوئیه ۱۹۴۸، نخست وزیران ایالات آلمان غربی را در فرانکفورت فراخواندند و به اصطلاح اسناد فرانکفورت (Frankfurter Dokumente) را به آن‌ها تحویل دادند. این اسناد رئیسان ایالات را موظف می‌کرد تا یک مجمع قانون اساسی ترتیب دهند که یک قانون اساسی دموکراتیک و فدرال برای کشور آلمان غربی تدوین کند. طبق سند شماره ۱ فرانکفورت، قانون اساسی باید یک قدرت مرکزی دولت آلمان را مشخص کند، اما با این وجود به اداره ایالت‌ها احترام می‌گذارد و باید حاوی مقررات و ضمانت‌های آزادی فردی و حقوق فردی مردم آلمان در رابطه با دولتشان باشد. با توجه به تصمیم مشخص برای ساختار فدرال کشور آینده آلمان، قدرت‌های غربی از سنت قانون اساسی آلمان در زمان رایش (تأسیس در سال ۱۸۷۱) پیروی کردند. نخست وزیران مایل نبودند آنچه را که از آنها انتظار می‌رفت برآورده کنند، زیرا پیش‌بینی می‌کردند که تأسیس رسمی دولت آلمان غربی به معنای منتفی شدن دائمی وحدت آلمان باشد. چند روز بعد آنها کنفرانسی را در نزدیکی کوبلنتس تشکیل دادند. آنها تصمیم گرفتند که هر یک از الزامات فرانکفورت فقط باید به صورت موقت اجرا شود. با این مفاد آنها روشن کردند که هیچ ایالت آلمان غربی برای مردم آلمان یک ایالت دائمی نیست و تعیین سرنوشت آینده آلمان و اتحاد مجدد آلمان همچنان در دستور کار آنها بود. این پیش نویس در کنوانسیون مقدماتی هرن کیمزی (۱۰–۲۳ اوت ۱۹۴۸) در کیمزی، دریاچه ای در جنوب شرقی بایرن تهیه شد.
در ۱ سپتامبر ۱۹۴۸ شورای پارلمانی گرد هم آمد و شروع به کار بر روی متن قانون اساسی کرد. پس از تصویب توسط شورای پارلمانی، و پس از تصویب توسط قدرت‌های اشغالگر در ۱۲ مه ۱۹۴۹، به تصویب پارلمان‌های تمام ایالت‌های بایزون به استثنای بایرن رسید. مجلس بایرن قانون اساسی را عمدتاً به دلیل عدم اعطای اختیارات کافی به هر ایالت رد کرد، اما در عین حال تصمیم گرفت که در صورت تصویب دو سوم ایالت‌های دیگر، در بایرن نیز لازم الاجرا شود.

## نهادهای قانون اساسی

چارت نظام سیاسی آلمان

قانون اساسی آلمان را به عنوان یک دموکراسی پارلمانی با تفکیک قوا به قوه مجریه، قوه مقننه و قوه قضائیه تقسیم کرد. قوه مجریه متشکل از رئیس‌جمهور فدرال عمدتاً تشریفاتی به عنوان رئیس حکومت و صدراعظم فدرال به عنوان رئیس دولت، معمولاً (اما نه لزوما) رهبر بزرگ‌ترین گروه در بوندستاگ است.
قوه مقننه توسط بوندستاگ نمایندگی می‌شود که نمایندگان مستقیماً و از طریق سیستم نمایندگی تناسبی ترکیبی که نوعی نظام انتخاباتی ترکیبی است، انتخاب می‌شوند، و ایالت‌های آلمان از طریق بوندسرات در قانونگذاری شرکت می‌کنند که منعکس کننده ساختار فدرال آلمان است.
قوه قضائیه توسط دادگاه قانون اساسی فدرال اداره می‌شود که بر منطبق بودن قوانین بر قانون اساسی نظارت می‌کند.